# Доля (музыка)
Доля (англ. beat, нем. Zählzeit) — единица метра в тактовой системе музыкального ритма. За эту единицу чаще всего принимается одна четвертная длительность. Счётная доля обозначается в знаменателе тактового размера.

## Краткая характеристика
В метрическом такте выделяются сильные и слабые доли (англ. downbeat / upbeat). Сильная доля — кульминационный момент, характеризуется выделением громкостью ноты в отдельно взятом такте. Подготовка к сильной доле называется слабой долей. Например, при размере 3/4 в одном такте есть одна сильная и две слабые доли, каждая длиной в одну четверть. В старинной мензуральной музыке (европейское многоголосие примерно до начала XVII века) доли не различаются по степени тяжести, тем не менее доли внутри мензуры сохраняют своё значение счётных единиц, «пульса» музыки.
Сильная доля подчёркивается различными музыкальными средствами: ритмической остановкой, вступлением тонической гармонии, динамическим (громкостным) акцентом, глубоким басом, мелодической вершиной. Если этого требует характер музыкального произведения, акцент (ударение) может сместиться с сильной доли на слабую, при этом сильная доля наделяется т. н. «воображаемым акцентом».
Техника консонанса и диссонанса в старомодальной и тональной гармонии в обязательном порядке учитывает дольность метрического периода (или в старинной ритмической системе — темпуса мензуральной музыки).